# Louvre-Lens

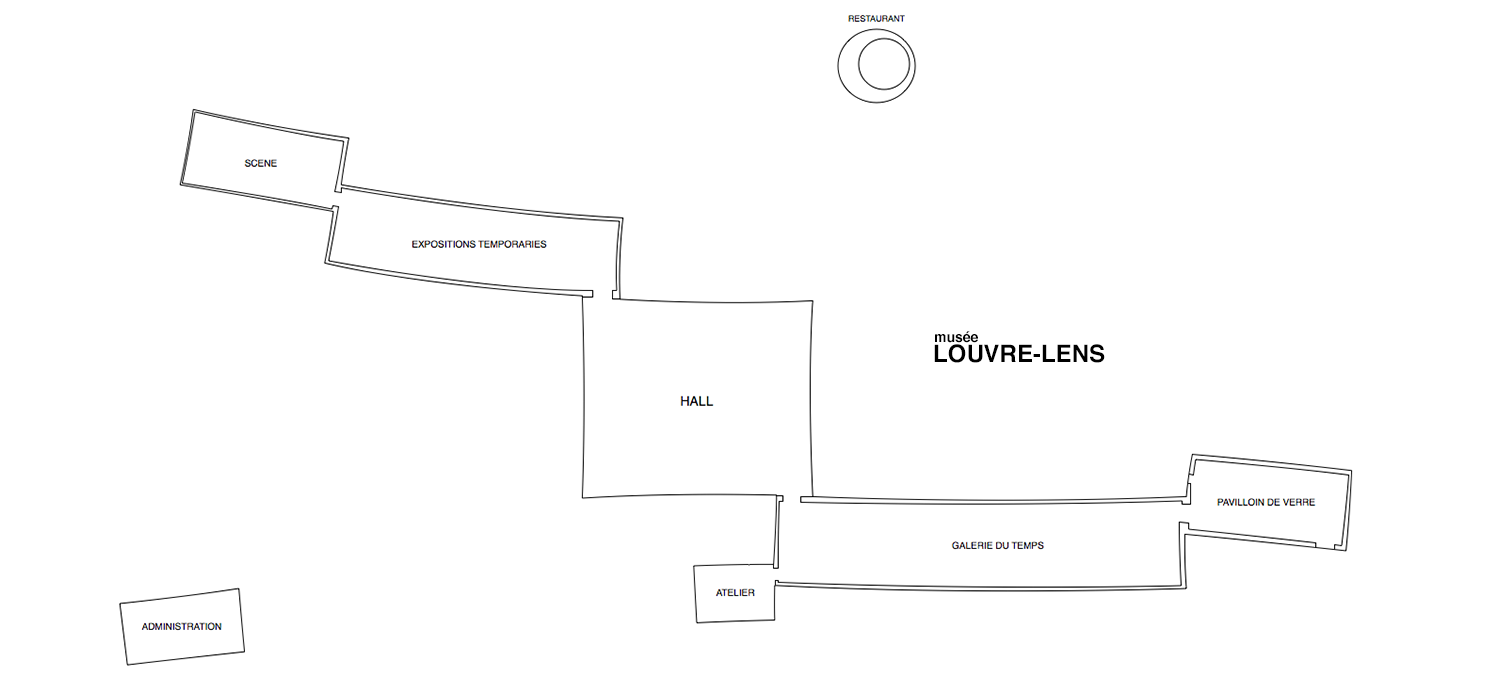
Gebäudeplan des Louvre-Lens

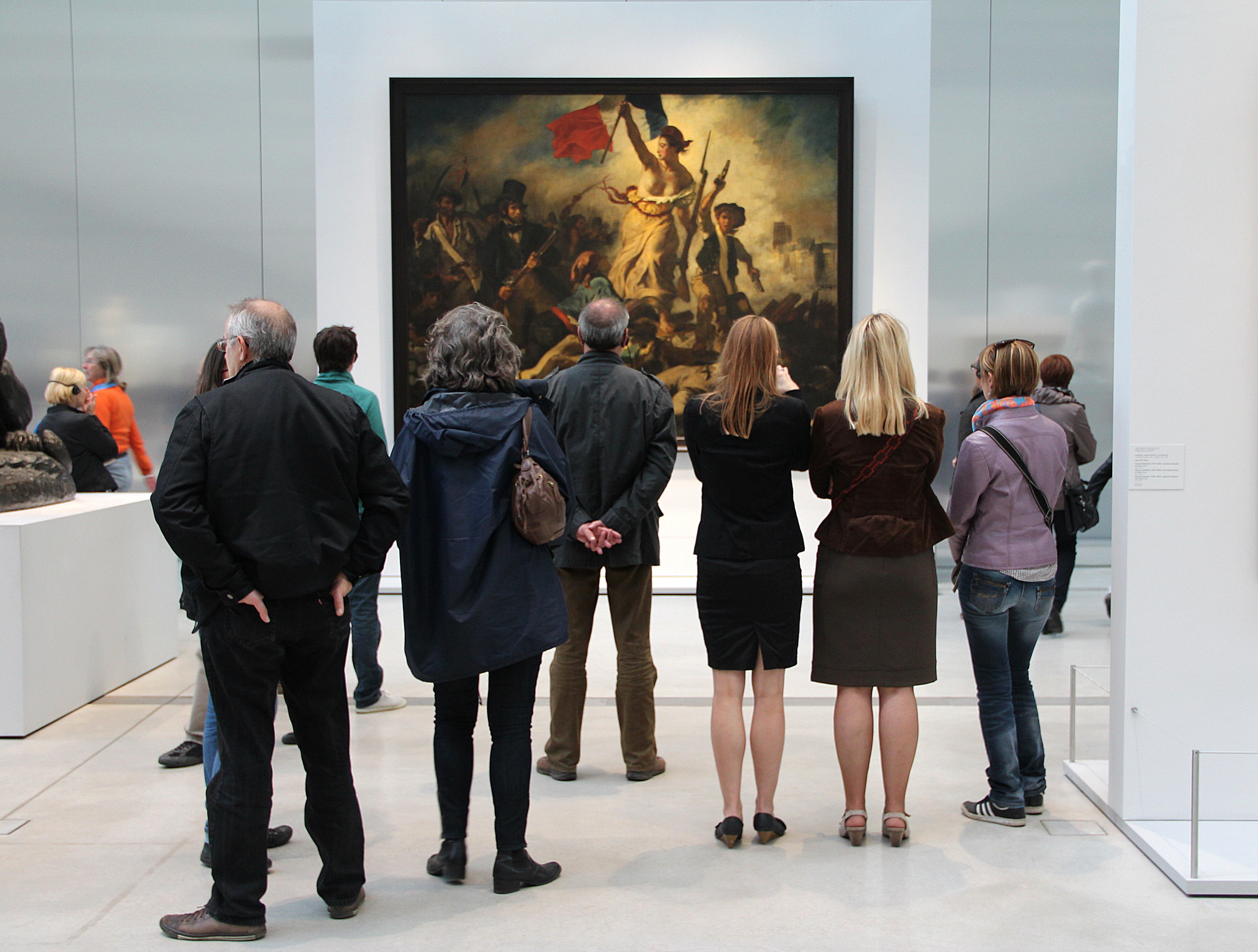
Die Freiheit führt das Volk, berühmtes Gemälde von Eugène Delacroix, temporäre Präsentation 2013 im Louvre-Lens.

Der Louvre-Lens ist ein Kunstmuseum in der nordfranzösischen Stadt Lens im Département Pas-de-Calais, das 2012 eröffnet wurde. Das Museum ist eine Außenstelle des Pariser Louvre und zeigt Kunstwerke aus all dessen Abteilungen vom 3. Jahrtausend v. Chr. bis 1850.
Die Errichtung dieses Museums in der strukturschwachen Region des ehemaligen Nordfranzösischen Kohlereviers, die seit 2012 UNESCO-Welterbe ist, erfolgte als Teil des politischen Projekts der Dezentralisierung. Es wurde am 4. Dezember 2012 durch den französischen Staatspräsidenten François Hollande eröffnet und am 12. Dezember 2012 der Öffentlichkeit übergeben.
Im Nachbarort Liévin entstand ab 2015 das neue zentrale Depot und das Restaurierungszentrum des Louvre, das Centre de conservation du Louvre à Liévin. Nach dessen Einweihung startete 2019 der Umzug von 250.000 Kunstwerken aus Paris; er soll 2024 abgeschlossen sein.

## Gebäude
Das Museum befindet sich auf dem aufgelassenen Bergbaugelände der Zeche Nr. 9, die von 1886 bis 1980 Steinkohle förderte. Das Gelände ist 20 Hektar groß und liegt etwa zwei Kilometer westlich der Innenstadt. Die Baukosten werden mit 150 Millionen Euro angegeben, wovon 60 Prozent durch die Region Nord-Pas-de-Calais getragen werden. Es gibt fünf Gebäudeteile, darunter im Zentrum die 68 × 55 Meter große Eingangshalle. Links davon sind ein Gebäude für Sonderausstellungen und ein 300 Personen fassenden Hörsaal, rechts davon ein 130 Meter langes Hauptausstellungsgebäude und ein weiteres Gebäude für die Dauerausstellung, beide mit Oberlicht.
Das Gebäude-Ensemble wurde von den Architekten Kazuyo Sejima und Ryūe Nishizawa vom Architekturbüro SANAA entworfen. 2005 begann der Wettbewerb, an dem weltweit 120 Architekten teilnahmen. Die Tragwerksplaner waren Klaus Bollinger und Manfred Grohmann.
Ein Landschaftsgarten von Catherine Mosbach umrahmt die Gebäudekette.
Die bei der Planung vorhandene Erwartung, dass das Haus – ähnlich dem Centre Pompidou-Metz oder dem Guggenheim-Museum Bilbao – zur wirtschaftlichen Belebung der Region beiträgt, wurde nach 10 Jahren nur teilweise erfüllt. 2022 wurden über 571.000 Besucher gezählt. Von den jährlich rund 500.000 Besuchern kamen rund 14 % aus dem Ausland, erwartet worden war ein Drittel. Doch in der Region war Lens vom Schlusslicht auf einen Mittelplatz aufgerückt.

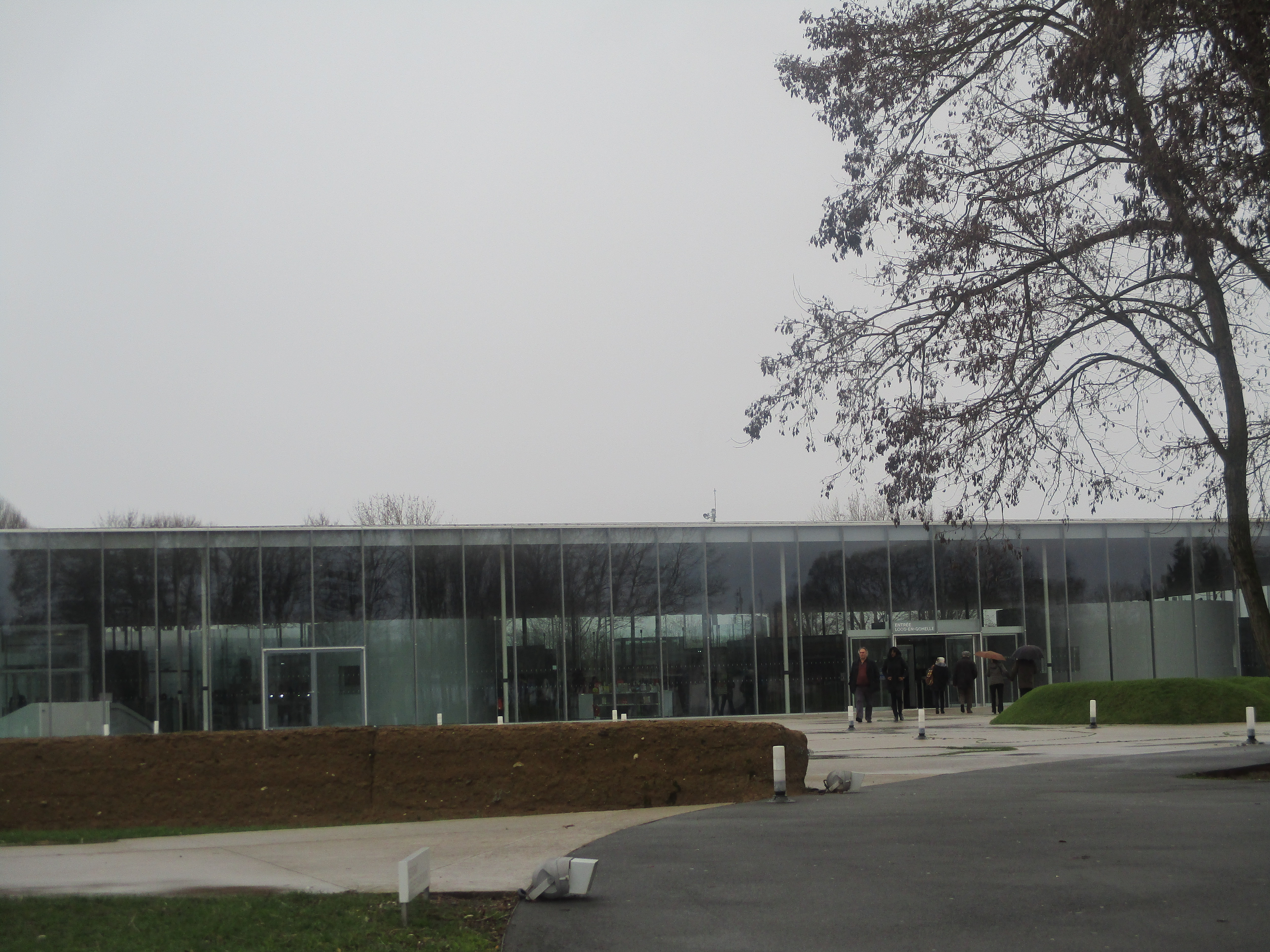
Haupteingang des Louvre-Lens
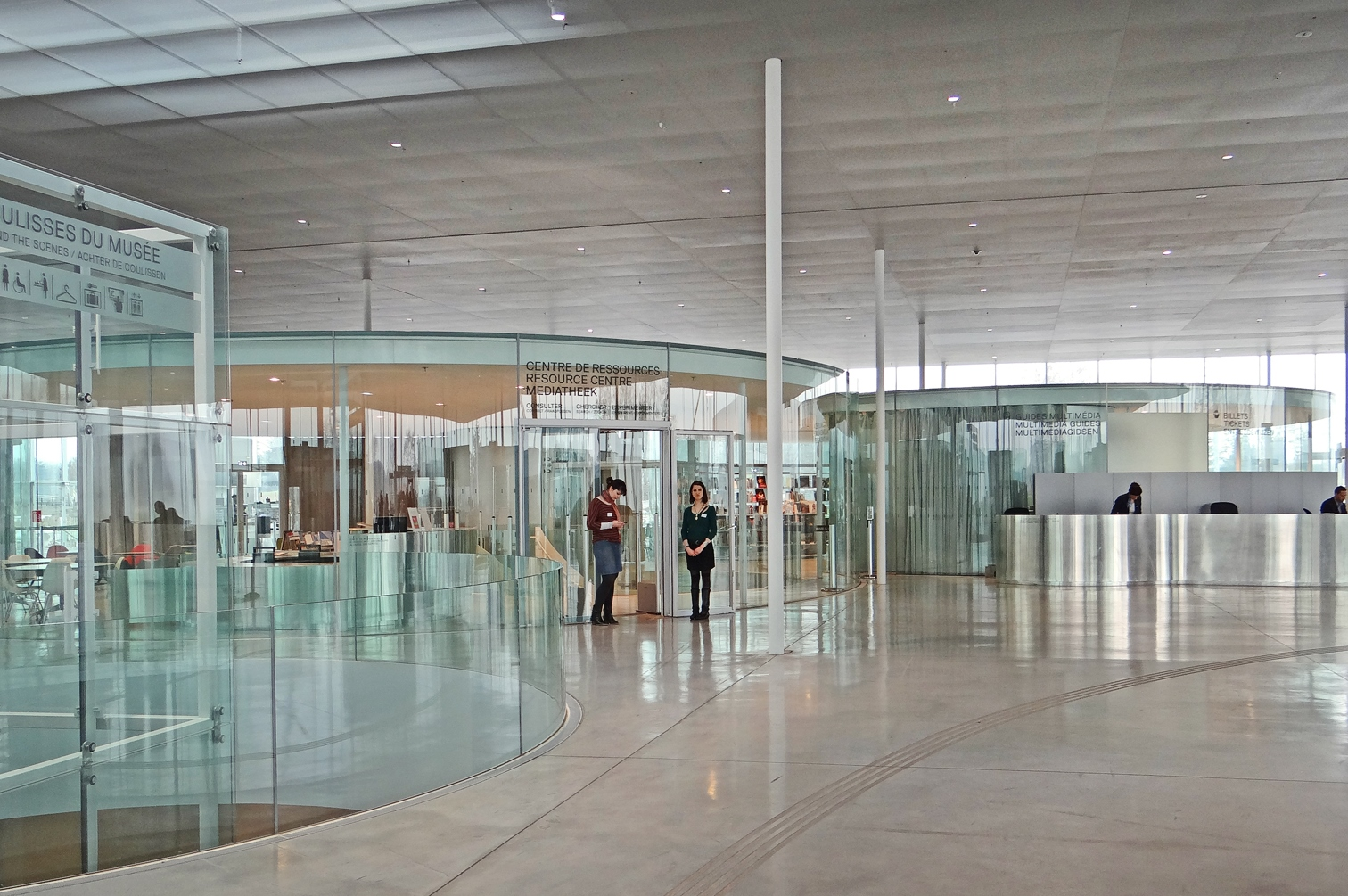
Empfangshalle
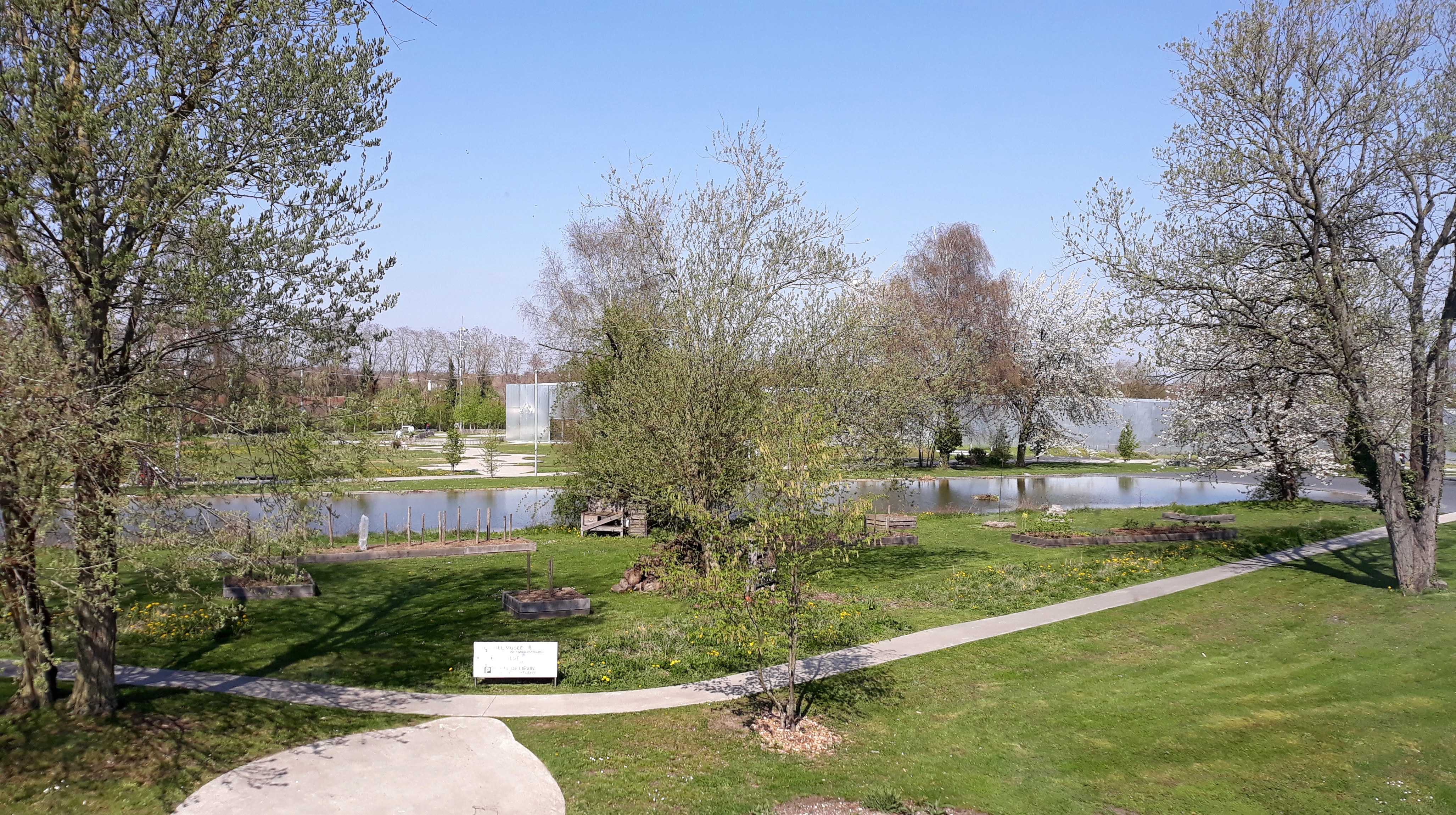
Ein Landschaftsgarten umgibt die Gebäude.

## Ausstellungskonzept
Die Dauerausstellung befindet sich in der sogenannten Grande Galerie, in der seit 2012 für einen Zeitraum von fünf Jahren die Galerie du Temps mit Leihgaben des Louvre eingerichtet wurde. Hier werden in einem Raum von 3000 m² Werke aller Kunstgattungen der Bildenden Kunst in jedem kulturellen Kontext der zeitlichen Abfolge entsprechend gezeigt. Aus insgesamt 5000 Jahren Kulturgeschichte werden Kunstgegenstände präsentiert. Keines der Kunstobjekte ist an den Seitenwänden aufgehängt oder -gestellt, vielmehr sind die Werke in relativer Nähe im Raum verteilt. Im jährlichen Turnus werden Objekte ausgetauscht. Dieser Darstellungsweise liegt die Idee des Universalmuseums und dessen Synthese zu Grunde, laut Direktor Henri Loyrette.
Nachdem in elf Jahren nacheinander 250 Objekte der Dauerausstellung ausgetauscht wurden, werden im Herbst 2024 erstmalig alle Werke, die in der Galerie der Zeit gezeigt werden, zugleich ausgewechselt. Dafür bleibt dieser Ausstellungsbereich ab 25. September bis in den Dezember geschlossen.

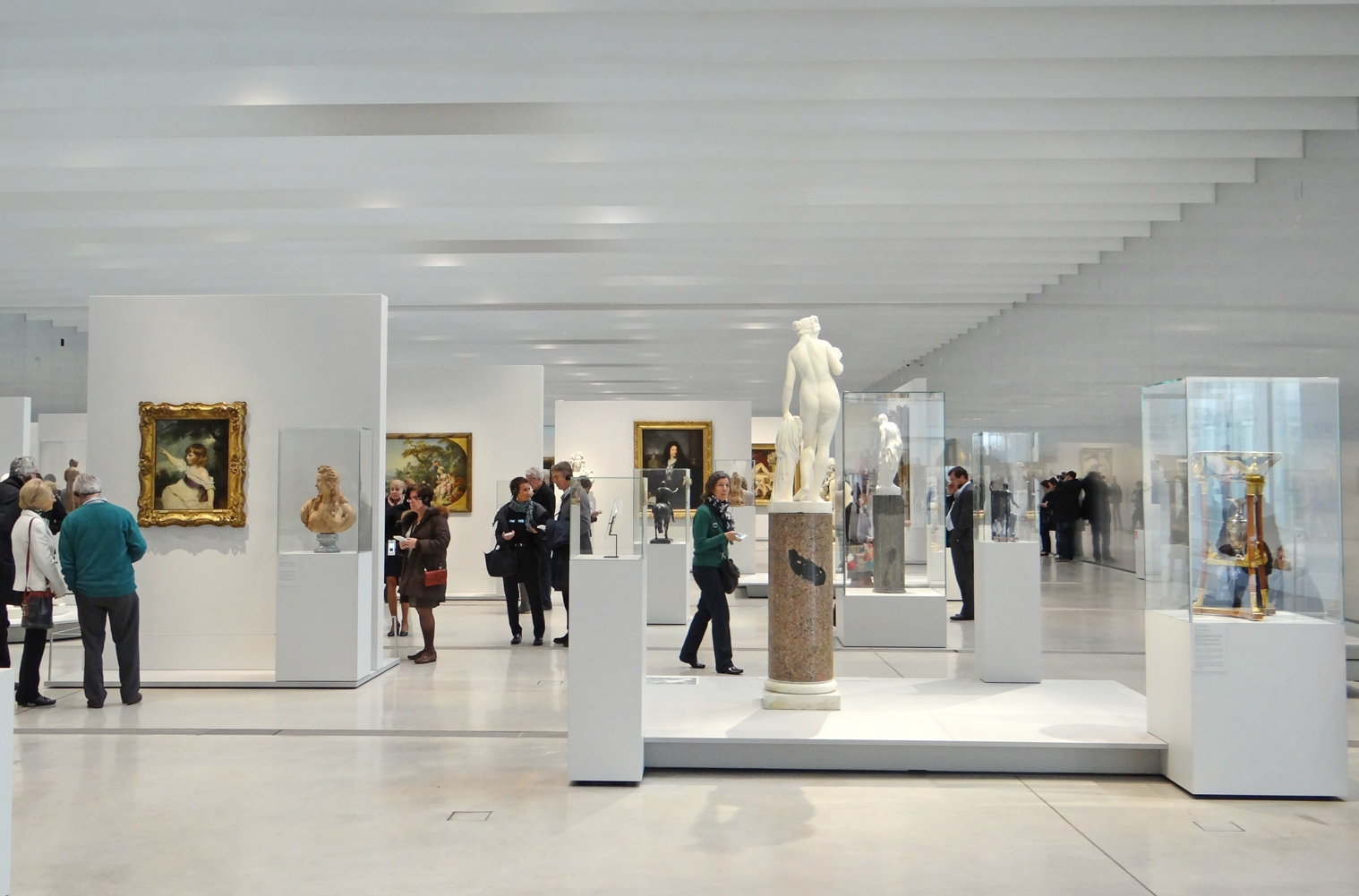
Frontalsicht der  Galerie du Temps (Galerie der Zeit)
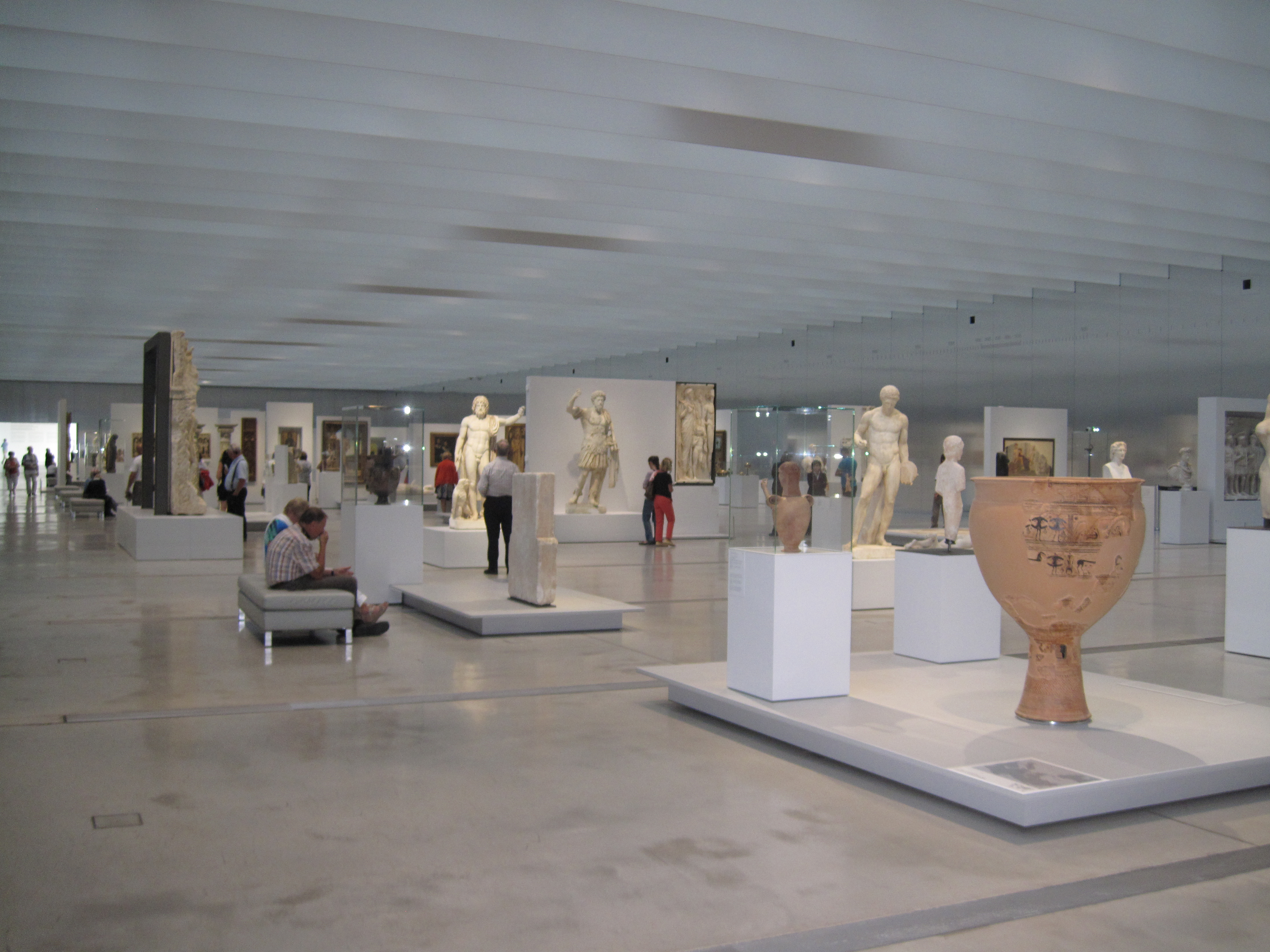
Seitenansicht der Galerie du Temps
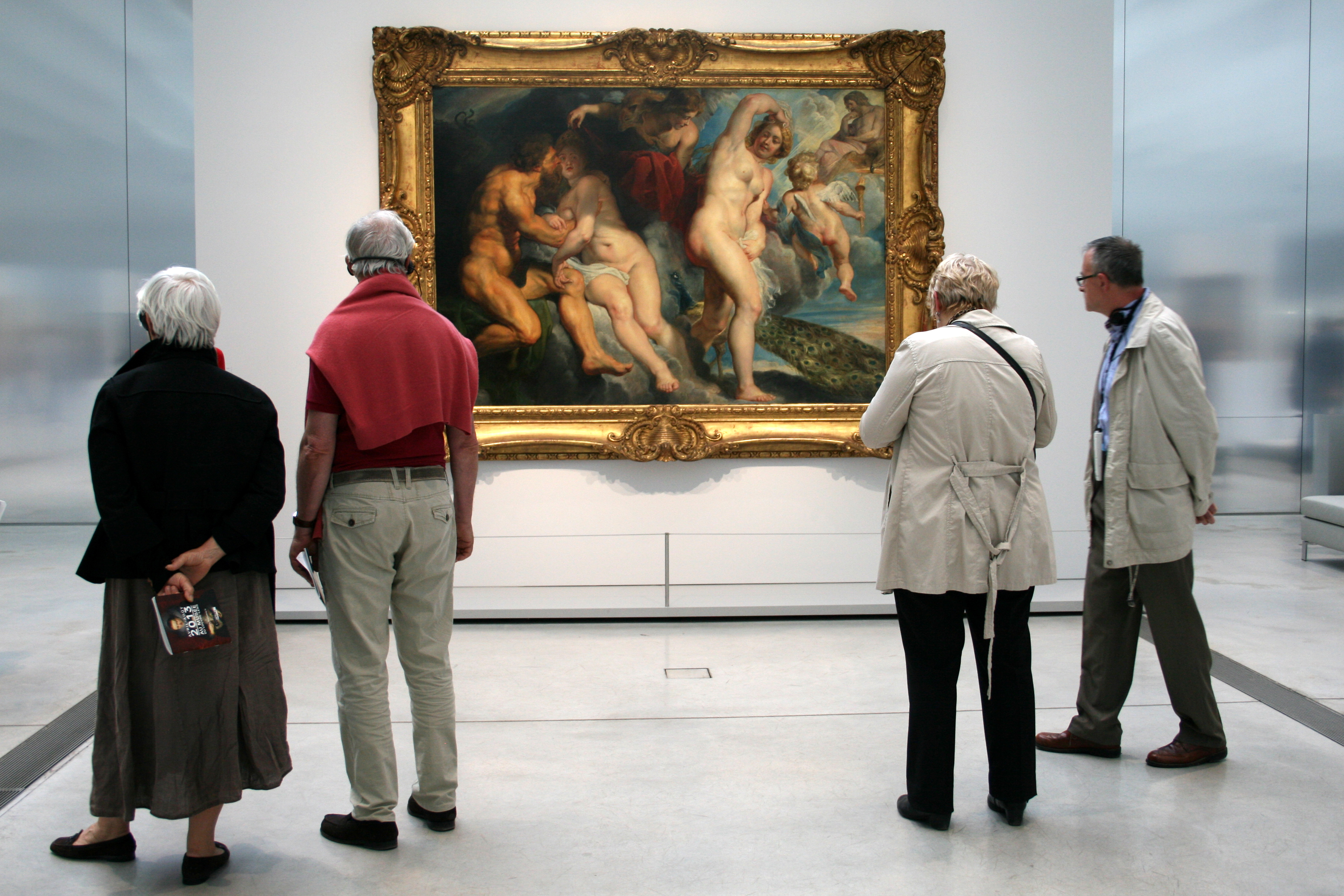
Ixion und Nephele. Gemälde von Peter Paul Rubens (1615), temporär ausgestellt.

## Film
- Louvre-Lens – Die Galerie der Zeit. Dokumentarfilm, Frankreich, 2012, 52 Min., Buch und Regie: Michaël Gaumnitz, Produktion: arte France, AMIP, Musée du Louvre, deutsche Erstsendung: 16. Dezember 2012 bei arte, Inhaltsangabe von ARD.